# Trapok
Trapok är en sjö i Sorsele kommun i Lappland och ingår i Umeälvens huvudavrinningsområde. Sjön har en area på 0,311 kvadratkilometer och ligger 864,5 meter över havet. Trapok ligger i Vindelfjällen Natura 2000-område.

## Delavrinningsområde
Trapok ingår i det delavrinningsområde (732523-149579) som SMHI kallar för Utloppet av Fiellojaure. Medelhöjden är 861 meter över havet och ytan är 11,52 kvadratkilometer. Räknas de 2 avrinningsområdena uppströms in blir den ackumulerade arean 31,25 kvadratkilometer. Fiellarjukke som avvattnar avrinningsområdet har biflödesordning 5, vilket innebär att vattnet flödar genom totalt 5 vattendrag innan det når havet efter 431 kilometer. Avrinningsområdet består mestadels av kalfjäll (88 procent). Avrinningsområdet har 1,41 kvadratkilometer vattenytor vilket ger det en sjöprocent på 12,3 procent.